# 竈門禰豆子
竈門禰豆子（日语：／ Kamado Nezuko）是吾峠呼世晴創作的日本漫畫《鬼滅之刃》的女主角。由於禰豆子的家人遭到故事主要反派鬼舞辻無慘的殺害，自己被變成鬼，雖然是鬼但依然認得竈門炭治郎是自己的哥哥，總是在最危險的時刻保護炭治郎，後被鬼殺隊當家認可。因鱗瀧的暗示而把所有人類當作家人和必須保護的對象，是珠世和愈史郎過後第三個與鬼舞辻對立的鬼。除了改編動畫之外，禰豆子還出現在改編電子遊戲、輕小說和舞台劇中。

## 設計
未變成鬼之前的禰豆子是個很賢淑的少女，身為家中長女，自幼時就自己代替母親擔起照顧弟妹的責任，也認為炭治郎不要有著「貧窮就是不幸」的想法。和炭治郎一樣屬於性格溫和但生氣時很恐怖的類型，曾在幼時把一個欺負孩童的大人嚇得跪地求饒，讓大弟竹雄對此相當畏懼。即使變成鬼卻認得炭治郎，但並未取回身為人類時的自我，智能與行為舉止也都退化成幼兒狀態；對此，珠世認為，在禰豆子心中，可能有比找回自我更加優先的事情。有將身體變大變小的能力。因為鬼懼怕陽光的體質，平時都躲在鱗瀧特製的木箱中讓炭治郎揹著到處走。最初只會使用基本拳腳攻擊，雙腿相當有力，曾踢飛過想突襲炭治郎的鬼。

### 配音
鬼頭在試音演繹禰豆子時，被要求發出「像野獸般聲音」；正式選為禰豆子的聲優後，會有意識的去發出野獸的叫聲和呻吟。而演繹叼著竹枷說話的場景，鬼頭一邊咬著自己的手指一邊配音，為了發出這種聲音而做出各種嘗試。

## 劇中表現
竈門家的長女，炭治郎的大妹，竈門家慘劇事件的唯一生還者，被鬼的始祖·鬼舞辻無慘攻擊時沾染到他的血液而產生異變，變成「鬼」的模樣。因為身受重傷在炭治郎背她找醫師時突然變得凶暴，並且對身為人類的炭治郎發動攻擊，後在炭治郎持續不斷的呼喚下恢復些許人性。雖然變成鬼但仍保有意識也知道炭治郎是自己的哥哥。藉由睡眠代替食用人血肉恢復體力，也因此身體恢復能力與再生速度比一般的鬼還要緩慢，但在惡鬼化狀態下擁有與上弦不相上下甚至之上的恢復再生速度，能夠藉由血液凝結讓斷掉的肢體瞬間接回來。在怒氣過度爆發的情況下會變成大人的樣貌，口中的竹子掉落化身為全身纏繞紫藤花紋路的惡鬼狀態。
在鱗瀧的暗示下會把人類當成家人、鬼當成敵人來看待。雖然對人血還抱持著強烈的渴望，但已經可用自己的意志壓抑住，是繼珠世與愈史郎後第三個擺脫鬼舞辻無慘掌控的鬼。在朱紗丸與矢琶羽襲擊時，與珠世和愈史郎一起與朱紗丸交手，最後因珠世使用血鬼術讓朱紗丸說出無慘的名字而觸發詛咒而亡。在珠世問炭治郎讓禰豆子跟隨他們時，主動牽炭治郎的手表示想繼續與他同行。
在那田蜘蛛山與下弦之伍·累交手時，因在夢中母親說起的一句話，靠自身意志覺醒血鬼術「爆血」（爆血／ばっけつ），能夠讓自己的血燃燒爆炸，並以高溫燃燒目標。對人類本身是無害的，只對鬼以及鬼所產生的東西有效，另外也有著不燒傷人體就可淨化由血鬼術產生的毒素作用。累被斬殺後由於鬼殺隊發現炭治郎與禰豆子一起行動而違反隊規被帶往總部。被產屋敷認可後，因風柱•不死川實彌不滿而刺傷禰豆子，在炭治郎呼叫禰豆子的意識下最終還是靠著自己的意志避免失控。在炭治郎訓練機能恢復期間在蝴蝶屋的房間休息。
在無限列車中發現炭治郎等人因下弦之壹·魘夢的血鬼術而睡著，使用自身的血鬼術將炭治郎等人清醒，魘夢附身列車後與善逸保護三節車廂的乘客。在吉原中由於看到被上弦之陸·墮姬所傷的炭治郎，讓她憶起母親與弟妹們遭到殺害的情景而惡鬼化，以壓倒性的強大力量將墮姬打到一度無法招架，後在打算透過吃人補充大量消耗的體力時被炭治郎即時阻止恢復原狀。於煉刀師之村和兄長遭遇上弦之肆·半天狗的襲擊，為協助炭治郎而使用血鬼術讓炭治郎的刀化成燃燒的紅刀「爆血刀」（赫刀）使炭治郎的攻擊力大增。激戰到最後因為日出而受到嚴重傷害，卻因發生突變使傷勢消失並克服鬼的弱點陽光而能在白天活動及會說幾句簡單的話。因為克服太陽的緣故導致自己變成鬼舞辻所追捕的首要目標。
在無慘逃入無限城的那一晚，服下珠世研發的可讓鬼恢復人類的藥物而睡着，直到炭治郎出事時被亡父喚醒而跑出去幫助炭治郎。趕往的路上因珠世的藥物發揮作用而變回人類，並重新擁有說話能力以及成為鬼後幾年之間的各種記憶。禰豆子趕到變成鬼的炭治郎身邊，為了想讓炭治郎清醒不僅抱住炭治郎，甚至被咬但未變成鬼，據愈史郎說明體內已產生抗體。炭治郎休養期間負責看護對方，之後與兄長、善逸、伊之助一起回到故鄉定居，透過產屋敷輝利哉資助及經營賣炭和副業維生，漫畫最終話和單行本最終卷附錄說明禰豆子和善逸兩者育有後代我妻燈子、我妻善照及其他兩名曾孫女。